# Visión de Pedro de una sábana con animales

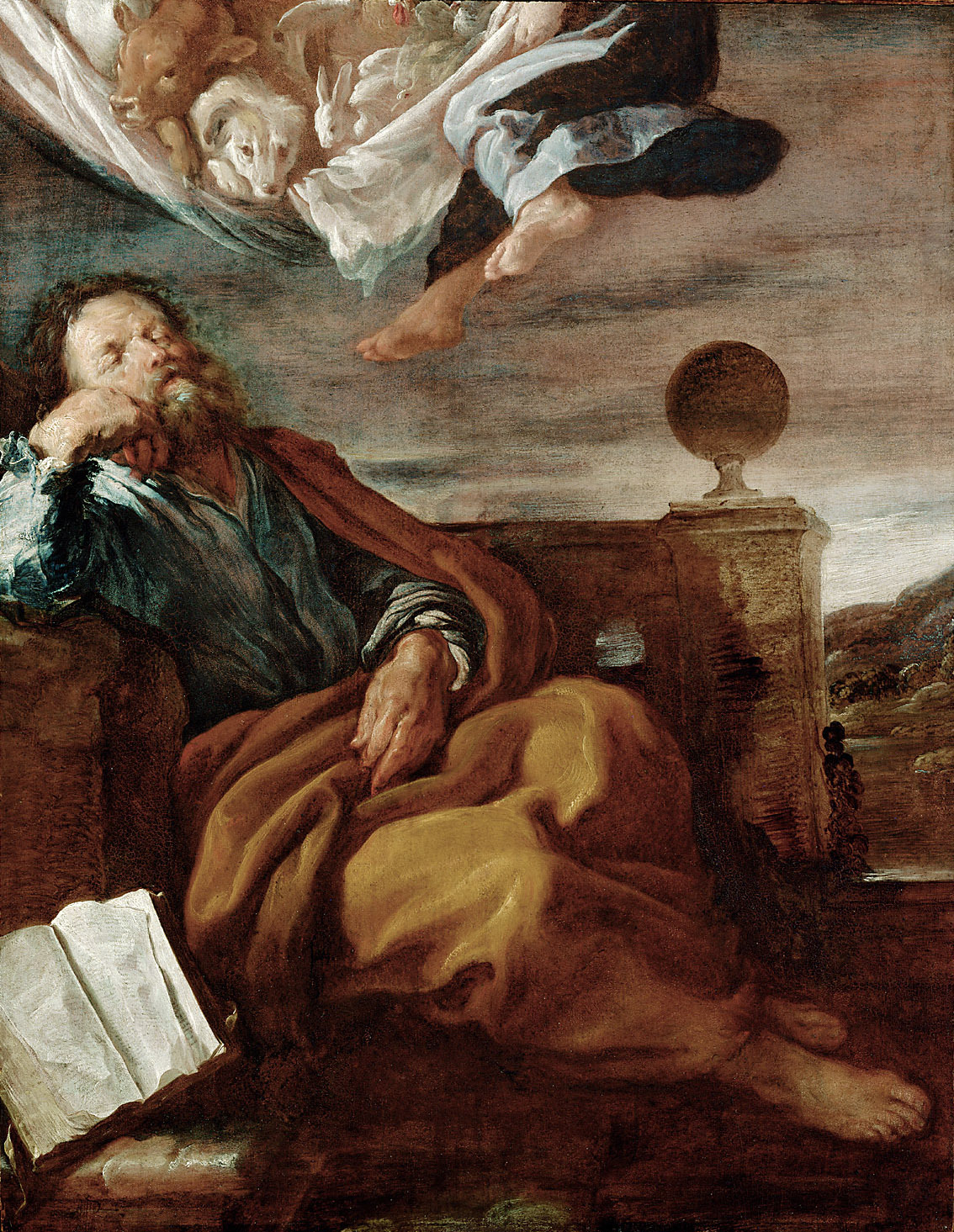
Visión de Pedro de una sábana con animales, la visión pintada por Domenico Fetti (1619)

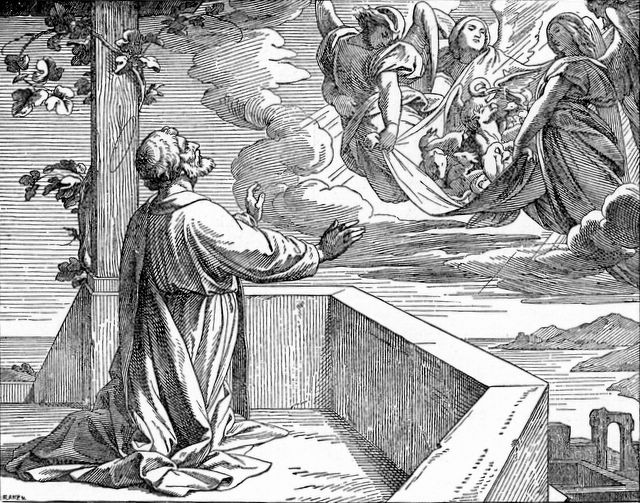
Ilustración de Tesoros de la Biblia, de Henry Davenport Northrop, 1894

Según los Hechos de los Apóstoles, capítulo 10, San Pedro tuvo una visión de una vasija (en griego: σκεῦος, skeuos; «cierta vasija que descendía sobre él, como si hubiera sido una gran sábana tejida por las cuatro esquinas») llena de animales que bajaban del cielo (Hechos 10:11). Una voz del cielo le dijo a Pedro que matara y comiera, pero como la vasija (o sábana, ὀθόνη, othonē) contenía animales inmundos, Pedro se negó. La orden se repitió dos veces más, junto con la voz que decía: «Lo que Dios ha hecho puro, que no lo llames impuro» (Versículo 15) y luego el vaso fue llevado de vuelta al cielo (Versículo 16).
En este punto de la narración, llegan unos mensajeros enviados por Cornelio el Centurión e instan a Pedro a que vaya con ellos. Así lo hace, y menciona la visión mientras habla con Cornelio, diciendo: «Dios me ha mostrado que no debo llamar a nadie común o impuro» (Hechos 10:28). Pedro volvió a relatar la visión en Hechos 11:4-9.

## Interpretación
Simon J. Kistemaker sugiere que la lección que Dios enseñó a Pedro en esta visión es que «Dios ha eliminado las barreras que una vez erigió para separar a su pueblo de las naciones circundantes.»: 378  Kistemaker argumenta que significa que Pedro tiene que aceptar a los creyentes gentiles como miembros de pleno derecho de la Iglesia cristiana, pero también que Dios ha hecho limpios a todos los animales, de modo que «Pedro y sus compañeros cristianos judíos pueden hacer caso omiso de las leyes alimentarias que se han observado desde los días de Moisés».: 380  Albert Mohler, President of Southern Seminary, writes:
Como deja claro el Libro de los Hechos, los cristianos no están obligados a seguir este código de santidad. Esto se aclara en la visión de Pedro en Hechos 10:15. A Pedro se le dice, 'Lo que Dios ha hecho limpio, no lo llames común'. En otras palabras, no hay un código kosher para los cristianos. Los cristianos no se preocupan por comer alimentos kosher y evitar todos los demás. Esa parte de la ley ya no es vinculante, y los cristianos pueden disfrutar de camarones y carne de cerdo sin ningún daño a la conciencia.
Luke Timothy Johnson y Daniel J. Harrington escriben que este episodio anuncia un cambio radical en la «identidad de Pedro como miembro del pueblo de Dios,»: 187-  pero también que «la implicación es que todas las cosas creadas por Dios son declaradas limpias por él, y no se ven afectadas por las discriminaciones humanas.»: 184 
Por otra parte, tanto la Iglesia Adventista del Séptimo Día como la Iglesia de Dios Unida, Una Asociación Internacional sostienen que la declaración de Pedro en el Versículo 28 indica que la revelación divina reflejaba sólo una enseñanza sobre las personas, y no una sobre los alimentos. La Iglesia Unida de Dios sostiene que se trata de una «sección de la Biblia a menudo malentendida», y que «la desconcertante visión no podía estar anulando las instrucciones de Dios. « Por ello, los adventistas y los seguidores de la UCG observan tradicionalmente las restricciones dietéticas del Antiguo Testamento, que, al igual que las todavía mantenidas Leyes dietéticas judías, prohíben el consumo de carne de cerdo, mariscos (incluidos camarones y langostas), cualquier carnívoro, cualquier herbívoro que no sea rumiante y cualquier rumiante que no tenga las pezuñas partidas, entre otros.
La triple negativa de Pedro descrita en Hechos 10:16 se hace eco de la negación de Pedro descrita en los Evangelios sinópticos.

## Representaciones artísticas
La visión de Pedro fue raramente representada en el arte, pero ha sido ilustrada con dibujos a pluma y tinta de Rembrandt y una variante de su alumno van Hoogstraten. Es probable que Rembrandt reaccionara ante un cuadro del tema pintado por Domenico Fetti que entonces se encontraba en Ámsterdam y ahora se encuentra en Viena. También aparece en el «Altar de San Pedro» de la Catedral de Sevilla, atribuido a Francisco de Zurbarán.